# Hannes Steinert

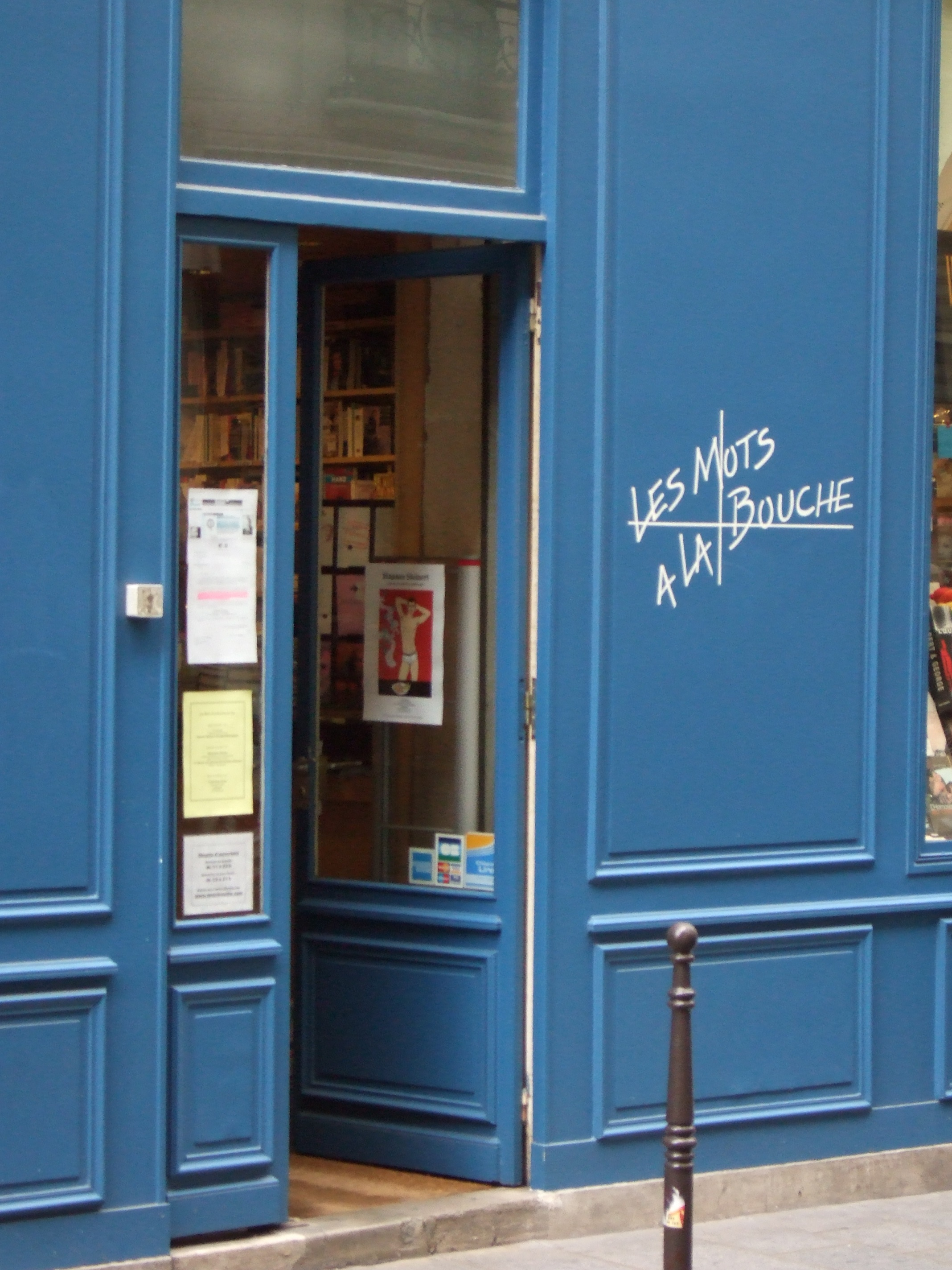
Exposición de Hannes Steinert en la galería-librería Les Mots à la Bouche, París (2007).

Hannes Steinert es un pintor y escultor alemán nacido en 1954 en Stuttgart. Su etapa como pintor libre comienza en 1986.

## Formación
Entre 1977 y 1980 estudia en la Freie Kunstschule en Nürtingen. Amplía sus estudios en la Staatliche Akademie der Bildenden Künste  en Stuttgart entre los años 1981 y 1986. En 1989 recibe una beca de la Kulturstiftung de Baden-Württemberg y en el periodo 1999 - 2000 recibe otra beca del Estado de Schleswig-Holstein en la Künstlerhaus de Lauenburgo/Elba.

## Obra
Ya desde el principio de su obra como artista, Steinert es observador y comentador del movimiento LGBT en Alemania. Desde el inicio hasta la actualidad (2008) ha hecho de la erótica masculina uno de sus temas principales. Como artista abiertamente homosexual, siempre ha entendido sus cuadros y su obra como una parte del movimiento de emancipación gay.
Desde 1982 sus obras son parte de numerosas exposiciones, tanto colectivas como individuales y tanto en Alemania como en el extranjero. Además, ha realizado ilustraciones para libros y ha editado catálogos y libros.

## Publicaciones (incompleto)
- Frühe Landschaften 1977 bis 1985, editor Kunstkabinett Kirchheim, con textos de Thomas Breimaier, Gerhard van der Grinten y Stephan Wünsche.
- Materialbilder, Collagen 1992, editor Galerie KEIM, con textos de Gerhard van der Grinten.
- Malerei Zeichnung Collage 1986, editor Kunstkabinett Kirchheim, con textos de Rainer Schultheiss.
- Mehr Wärme für das kalte Land, editor Kunstverein Lüneburg, con textos de Franz Joseph van der Grinten, Friedhelm Mennekes y Johannes Röhring

## Premios y reconocimientos
- Premio de la Academia  (Akademiepreis) en 1984.